# Язёво (Московская область)
Язёво — деревня в Можайском районе Московской области, в составе Сельского поселения Борисовское. Численность постоянного населения по Всероссийской переписи 2010 года — 74 человека, в деревне числятся 2 садовых товарищества. До 2006 года Язёво входило в состав Борисовского сельского округа.
Деревня расположена в южной части района, примерно в 4 км к югу от Можайска, на левом берегу реки Мжут, на автотрассе М1 Беларусь, высота центра над уровнем моря 191 м. Ближайшие населённые пункты — Колычёво на северо-запад, Денежниково, Лыткино и Пятково на юге.